# 愛という名の欲望
「愛という名の欲望」（あいというなのよくぼう、原題：Crazy Little Thing Called Love）は、イギリスのロックバンド、クイーンの楽曲である。1979年にシングル盤として発売され、1980年に発売されたオリジナル・アルバム『ザ・ゲーム』や、1981年に発売されたベスト・アルバム『グレイテスト・ヒッツ』に収録された。1979年の全英シングルチャートで最高位2位を獲得し、1980年のアメリカのBillboard Hot 100ではクイーン初の第1位を獲得し、4週にわたってランクインした。オーストラリアのARIAチャートでは7週連続で第1位を獲得。
作詞作曲はフレディ・マーキュリー。マーキュリーは本作をライブで演奏する際にリズムギターを弾いており、クイーンのライブでギターを演奏をした初の例となった。1979年から1986年にかけて行なわれたライブで演奏され、『クイーン・ライヴ!!ウェンブリー1986』、『オン・ファイアー/クイーン1982』、『伝説の証/クイーン1981』、『ハンガリアン・ラプソディ〜クイーン・ライヴ・イン・ブダペスト1986』などのアルバムにライブ音源が収録されている。楽曲の発表以降、多数のアーティストによってカバーされている。1992年4月20日に行なわれた『フレディ・マーキュリー追悼コンサート』では、ロバート・プラントと共演。

## 作曲
「愛という名の欲望」は、マーキュリーがギターでわずか5分から10分ほどで書いた楽曲で、マーキュリーは「5分か10分くらいで出来た。全く弾けないのにギターで作ったんだよ。ギターのコードはちょっとしか知らなくて、そういった制限があった事がある意味良かったのかもね。小さな枠の中で作曲しなきゃいけないっていうのは、いい訓練になったよ。たくさんのコードを使ってうまく書く事はできないから、そういう制限のおかげで僕はいい曲が書けるんだと思ってる」と語っている。
本作は、エルヴィス・プレスリーへのトリビュートとして書いた楽曲。ブライアン・メイは「フレディは、風呂であの曲を10分ほどで書いたんだ。彼はエルヴィスとクリフ・リチャードが大好きだったって言っておかなくちゃね。そう、フレディはあの曲を素早く書いて、急いでエンジニアたちと取り組んだ。僕がスタジオに着く頃には、ほとんど曲が仕上がってたよ」と語っている。レコーディングは、1979年6月から7月にかけてラインホルト・マックをプロデューサーとして迎えて、ミュンヘンにあるミュージックランド・スタジオで行なわれた。レコーディングは、6時間ほどで終わり、ギターソロは後からオーバー・ダビングされた。なお、マックはメイにソロをテレキャスターで弾くことを強いており、そのことでメイから恨まれていることを明かしている。
1984年のサウンズ誌のインタビューで、ロジャー・テイラーは「ロカビリーとまではいかないけど、初期のエルヴィスみたいな雰囲気があるよ。それを利用した最初のレコードの1つさ。実際、この曲がジョン・レノンが再びレコーディングを始めるきっかけになったという記事をどこかで読んだ事があったんだ。たしかローリング・ストーンだったかな･･･。もしそれが本当だったら、素晴らしい事さ」と語っている。

## プロモーション・ビデオ
1979年9月22日にトリリオン・スタジオで「愛という名の欲望」のプロモーション・ビデオが撮影された。デニス・デバランスが監督を務めた作品で、4人がレザーを身に纏い演奏する様子や、マーキュリーが金髪の女性を腕に抱えてバイクに飛び乗る様子が収められており、4人のダンサーが登場している。

## ライブでの演奏
音源でアコースティック・ギター（リズムギター）を弾いたマーキュリーは、1985年にロンドンのウェンブリー・スタジアムで行なわれた『ライヴエイド』をはじめとしたライブで初めてギターを弾いた。ビルボード誌は、本作におけるメイのギター演奏について「そのシンプルさに驚かされる」と評している。『クイーン・ライヴ!!ウェンブリー1986』、『オン・ファイアー/クイーン1982』、『伝説の証/クイーン1981』、『ハンガリアン・ラプソディ〜クイーン・ライヴ・イン・ブダペスト1986』などのアルバムにライブ音源が収録されている。なお、1979年から1982年までのライブではアコースティック・ギターを演奏していたが、1984年から1986年までのライブではエレクトリック・ギターを演奏している。
1992年4月20日に行なわれた『フレディ・マーキュリー追悼コンサート』では、ロバート・プラントと共演した。

## クレジット
※出典
- フレディ・マーキュリー - リード・ボーカル、バッキング・ボーカル、アコースティック・ギター（リズムギター）
- ブライアン・メイ - エレクトリック・ギター、バッキング・ボーカル
- ロジャー・テイラー - ドラム、バッキング・ボーカル
- ジョン・ディーコン - ベース

## シングル収録曲
| #         | タイトル                                                                                  | 作詞・作曲             | 時間 |
| --------- | ----------------------------------------------------------------------------------------- | ---------------------- | ---- |
| A.        | 「愛という名の欲望」(Crazy Little Thing Called Love)                                      | フレディ・マーキュリー | 2:44 |
| B.        | 「ウィ・ウィル・ロック・ユー (ライブ)」(We Will Rock You (Fast―Live Killers Single Edit)) | ブライアン・メイ       | 3:07 |
| 合計時間: | 合計時間:                                                                                 | 合計時間:              | 5:51 |

| #         | タイトル                                                                  | 作詞・作曲             | 時間 |
| --------- | ------------------------------------------------------------------------- | ---------------------- | ---- |
| A.        | 「愛という名の欲望」(Crazy Little Thing Called Love)                      | フレディ・マーキュリー | 2:44 |
| B.        | 「永遠の翼 (ライブ)」(Spread Your Wings (US Live Killers Single Version)) | ジョン・ディーコン     | 5:17 |
| 合計時間: | 合計時間:                                                                 | 合計時間:              | 8:01 |

## チャート成績（クイーン版）

### 週間チャート
| チャート (1979年 - 1980年)           | 最高位 |
| ------------------------------------ | ------ |
| オーストラリア (Kent Music Report)   | 1      |
| オーストリア (Ö3 Austria Top 40)     | 9      |
| ベルギー (Ultratop 50 Flanders)      | 3      |
| カナダ トップシングルス (RPM)        | 1      |
| ドイツ (GfK Entertainment charts)    | 13     |
| アイルランド (IRMA)                  | 2      |
| 日本 (オリコン)                      | 64     |
| オランダ (Dutch Top 40)              | 1      |
| オランダ (Single Top 100)            | 1      |
| ニュージーランド (Recorded Music NZ) | 2      |
| ノルウェー (VG-lista)                | 8      |
| 南アフリカ (Springbok Radio)         | 3      |
| スイス (Schweizer Hitparade)         | 5      |
| UK シングルス (OCC)                  | 2      |
| US Billboard Hot 100                 | 1      |
| US Adult Contemporary (Billboard)    | 17     |

| チャート (2018年)                           | 最高位 |
| ------------------------------------------- | ------ |
| US Hot Rock & Alternative Songs (Billboard) | 18     |

### 年間チャート
| チャート (1979年)                    | 順位 |
| ------------------------------------ | ---- |
| ベルギー (Ultratop Flanders)         | 42   |
| オランダ (Dutch Top 40)              | 30   |
| オランダ (Dutch Top 100)             | 14   |
| UK Singles (Official Charts Company) | 42   |

| チャート (1980年)                    | 順位 |
| ------------------------------------ | ---- |
| オーストラリア (Kent Music Report)   | 3    |
| Canada Top Singles (RPM)             | 2    |
| ニュージーランド (Recorded Music NZ) | 10   |
| US Billboard Hot 100                 | 6    |

| チャート (2019年)             | 順位 |
| ----------------------------- | ---- |
| ポルトガル (AFP)              | 741  |
| US Hot Rock Songs (Billboard) | 61   |

### オールタイム・チャート
| チャート (1980年)    | 最高位 |
| -------------------- | ------ |
| US Billboard Hot 100 | 156    |

## 認定
| 国/地域                                                                                  | 認定     | 認定/売上数 |
| ---------------------------------------------------------------------------------------- | -------- | ----------- |
| デンマーク (IFPI Danmark)                                                                | Gold     | 45,000      |
| イタリア (FIMI)                                                                          | Gold     | 25,000      |
| オランダ (NVPI)                                                                          | Gold     | 100,000^    |
| ニュージーランド (RMNZ)                                                                  | Gold     | 10,000*     |
| イギリス (BPI)                                                                           | Gold     | 500,000^    |
| アメリカ合衆国 (RIAA)                                                                    | Platinum | 1,000,000   |
| * 認定のみに基づく売上数 · ^ 認定のみに基づく出荷枚数 · 認定のみに基づく売上数と再生回数 |          |             |

## カバー・バージョン

### ドワイト・ヨアカムによるカバー
アメリカのカントリー歌手、ドワイト・ヨアカムは、1999年に発売したアルバム『グレイテスト・ヒッツ・フロム・ザ・90'S』で本作をカバー。シングルとしても発売され、1999年5月1日付の『ビルボード』誌のHot Country Songsで最高位12位を獲得し、年間チャートで第64位を獲得。
ヨアカムによるカバー・バージョンは、ギャップのCMソングとして使用されたほか、映画『ハニーVS.ダーリン 2年目の駆け引き』で使用された。

#### チャート成績（ドワイト・ヨアカム版）
| チャート (1999年)                       | 最高位 |
| --------------------------------------- | ------ |
| カナダ アダルト・コンテンポラリー (RPM) | 19     |
| カナダ カントリー・トラックス (RPM)     | 1      |
| UK シングルス (OCC)                     | 35     |
| US Billboard Hot 100                    | 64     |
| US Hot Country Songs (Billboard)        | 12     |

| チャート (1999年)                | 順位 |
| -------------------------------- | ---- |
| Canada Country Tracks (RPM)      | 22   |
| US Hot Country Songs (Billboard) | 64   |

### その他のアーティストによるカバー
- ブライアン・セッツァー・オーケストラ - 2000年に発売されたアルバム『VAVOOM!』に収録[58]。
- マルーン5 - 2010年に発売されたアルバム『Hands All Over』に収録[59]。
- 木村カエラ xxx 斉藤和義 - 2013年に発売されたアルバム『ROCK』に収録[60]。
- 鈴木雅之 - 2020年に発売されたアルバム『ALL TIME ROCK 'N' ROLL』に収録[61]。